# 四夜叉

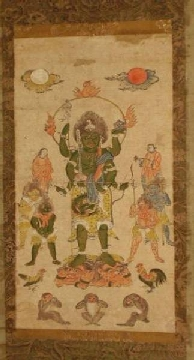
青面金剛に従う四夜叉

四夜叉（よんやしゃ）とは青面金剛に従う四護法善神の夜叉、あるいは栃木県日光市、日光山輪王寺の夜叉門を守る4人の夜叉神の事である。
4人の夜叉の名はそれぞれ毘陀羅（びだら）、阿跋摩羅（あばつまら）、犍陀羅（けんだら）、烏摩勒伽（うまろきゃ）。
掛軸画で四夜叉が登場する場合は通常二童子が後ろにいる。その前に四夜叉が2体ずつ左右に青面金剛を囲むように登場する。一番前に登場するのは日光東照宮でもおなじみの「三猿」である。なお、左上の白いものが月、右上の赤いものが大陽でこれを「日月」と呼ぶ。

輪王寺夜叉門の四夜叉
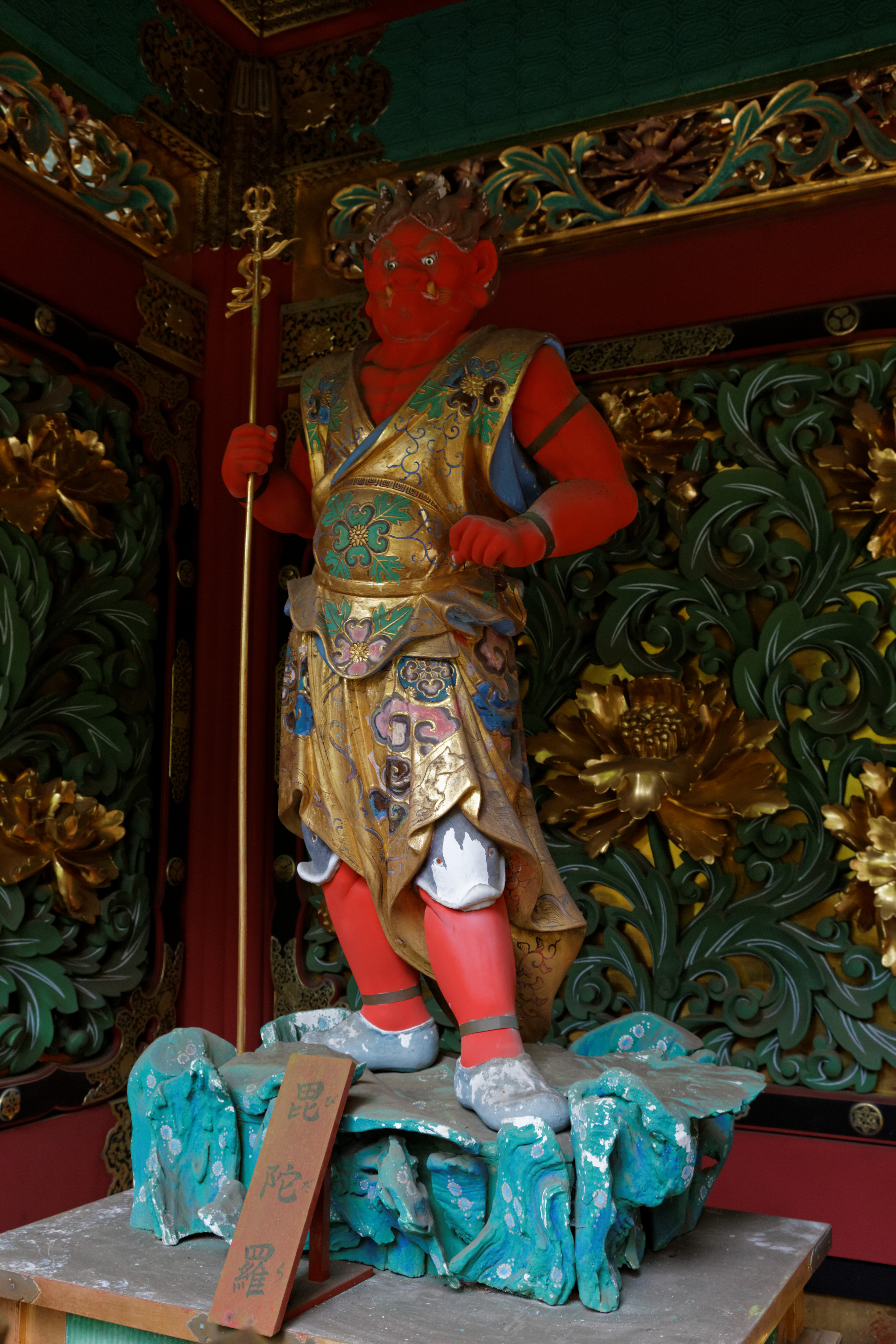
毘陀羅（びだら）
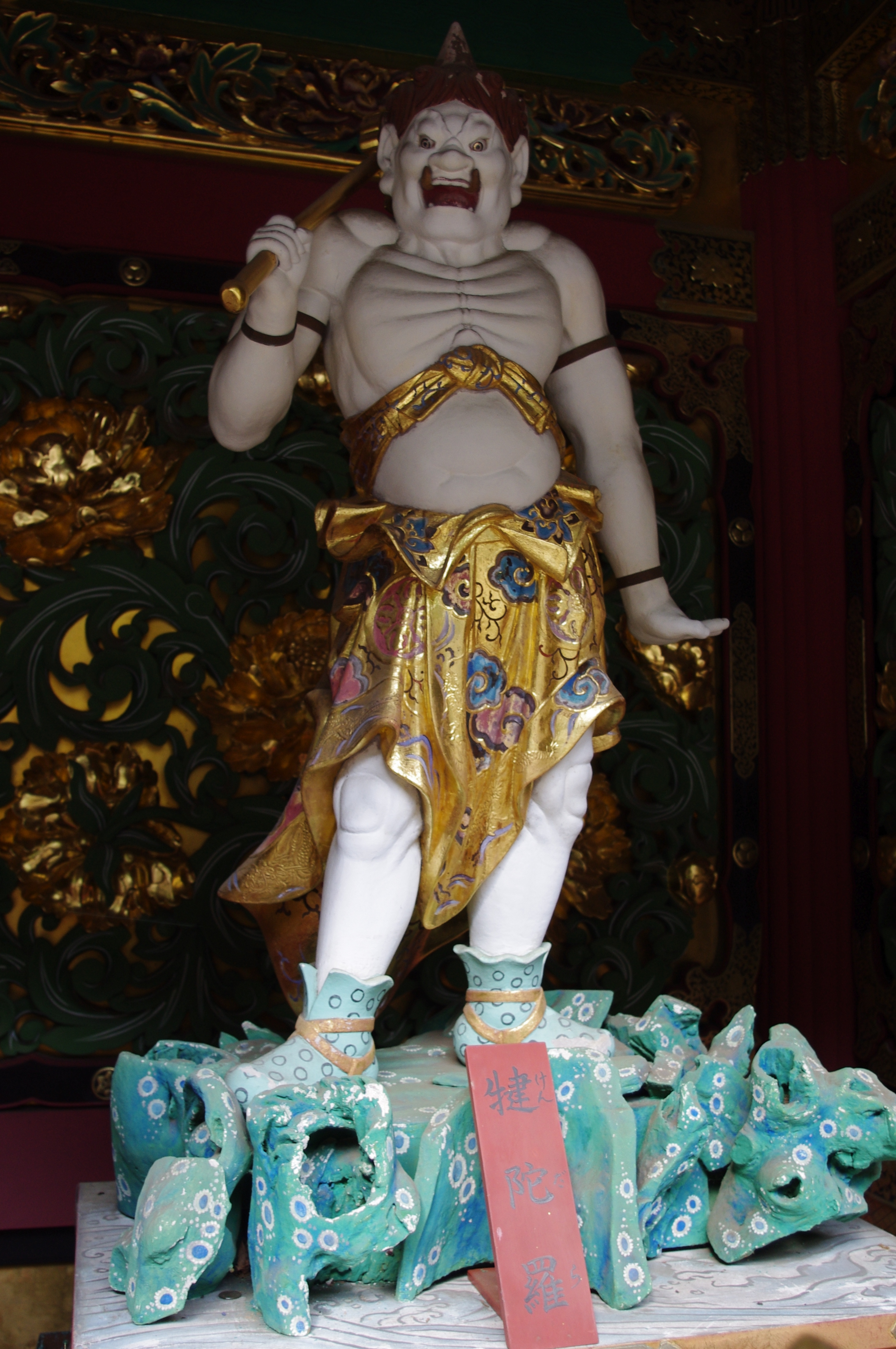
犍陀羅（けんだら）
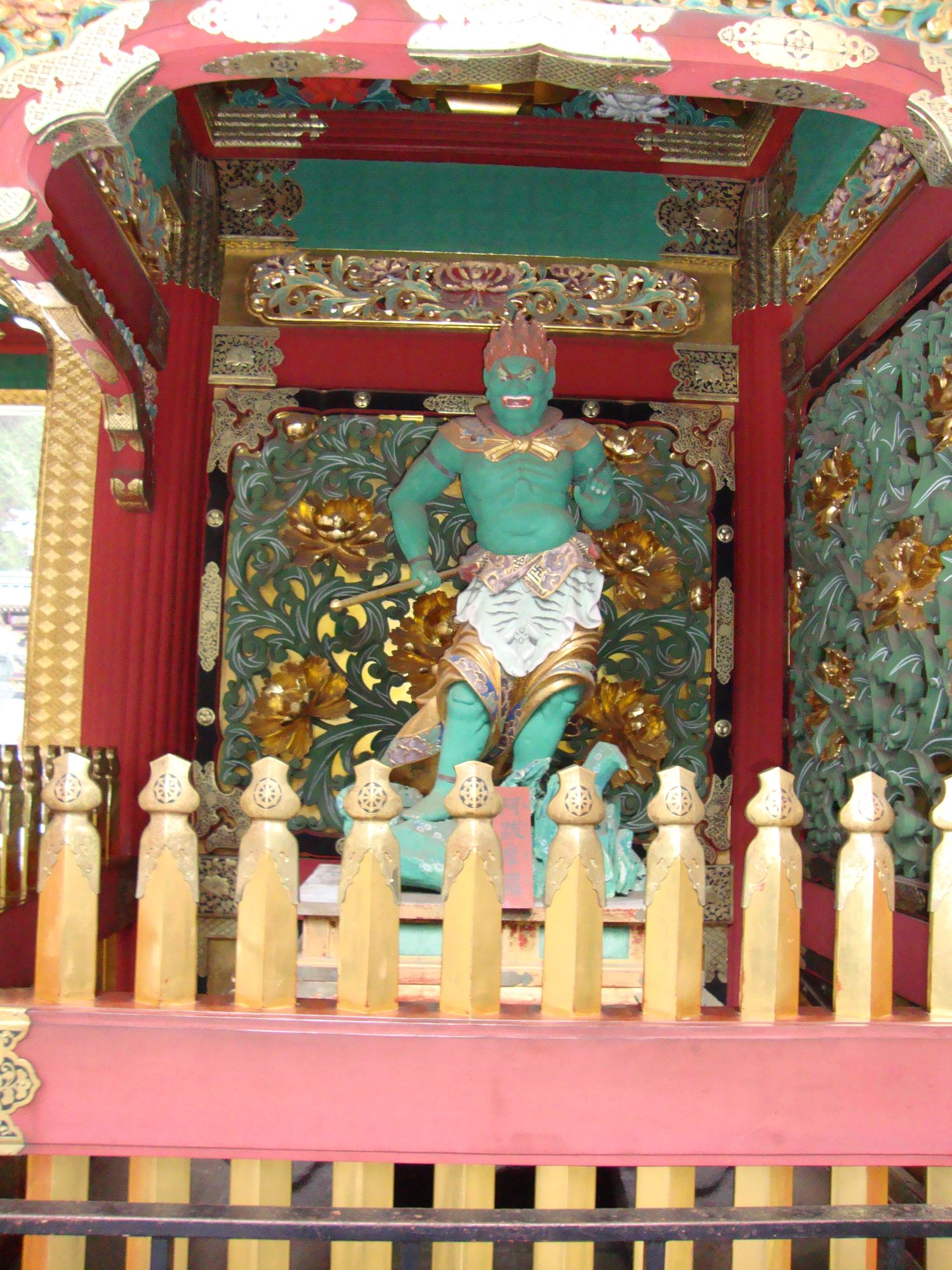
阿跋摩羅（あばつまら）
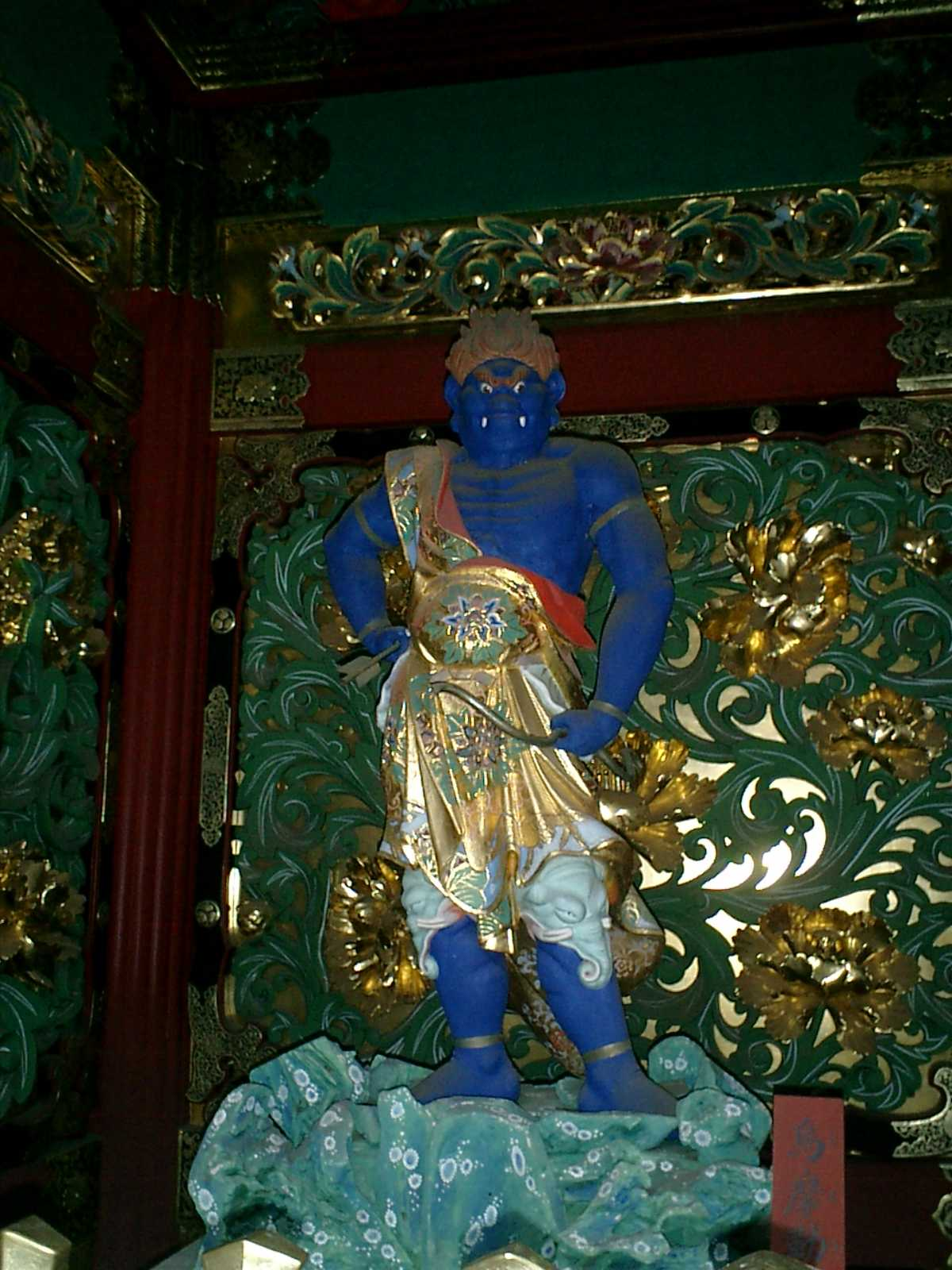
烏摩勒伽（うまろきゃ）